# 东湖楚克拉虫
东湖楚克拉虫（学名：Zschokkella tunghuensis）为两极科楚克拉虫属的动物。在中国，分布于湖北等，营寄生生活，寄生在麦穗鱼的胆囊。